# Van Wyck Brooks
Van Wyck Brooks, född 16 februari 1886, död 2 maj 1963, var en amerikansk kritiker.
Brooks studerade vid Harvard University 1904–1908 och verkade senare som journalist, kritiker, översättare och utgivare och utövade ett stort inflytande på det litterära livet i USA. 1920-1924 utgav han tidskriften The Freeman. Brooks, som i politiskt avseende var socialist började på 1940-talet vända sig bort från modernistiskt författarskap och kritisera författare som Marcel Proust, James Joyce och T.S. Eliot. Bland hans arbeten märks The wine of the puritans (1909), The malady of the ideal (1913), John Addington Symonds (1914), The World of H. G. Wells (1915), America's coming-of-age (1915), Letters and leadership (1918), The ordeal of Mark Twain (1920, ny omarbetad upplaga 1933), The pilgrimage of Henry James (1925), Emerson and others om Ralph Waldo Emerson (1927), Life of Emerson (1932, ny upplaga 1934), Sketches in criticism (1932), Three essays in America (1934), The flowering of New England (1936), New England: Indian summer (1940), On literature today (1941), The opinions of Oliver Allston (1941) där han direkt framförde sina egna åsikter om litteratur, konst och politik, samt The world of Washington Irving (1944).